# Тасоткель (Кызылординская область)
Тасоткель (каз. Тасөткел, до 2018 г. — Отгон) — село в Казалинском районе Кызылординской области Казахстана. Входит в состав Тасарыкского сельского округа. Код КАТО — 434459700.

## Население
В 1999 году население села составляло 78 человек (44 мужчины и 34 женщины). По данным переписи 2009 года, в селе проживало 46 человек (24 мужчины и 22 женщины).